# Metalobosia diaxantha
Metalobosia diaxantha är en fjärilsart som beskrevs av George Francis Hampson 1914. Metalobosia diaxantha ingår i släktet Metalobosia och familjen björnspinnare. Inga underarter finns listade i Catalogue of Life.